# حسن الصدر
حسن بن هادي بن محمد علي الصدر  (1272 هـ - 1354 هـ). هو رجل دين وفقيه ومُحدّث ومرجع شيعي بالإضافة لكونه شاعراً وأديباً ومؤلفاً كثير المؤلفات والتصانيف.
للسيد حسن الصدر اخ وهو السيد محمد حسين ، وله ولدان هما النجل الأكبر السيد محمد(رئيس وزراء العراق في العهد الملكي)والسيد علي.

## نسبه ونشأته
هو ابن هادي بن محمد علي بن صالح الكبير بن محمد بن إبراهيم شرف الدين العاملي. وينتمي لأسرة عاملية الأصل إلّا أن والده نجفي المولد ونشأ في أصفهان، وسكن في الكاظمية وعاش بها إلى آخر أيّام حياته وقد توفي بها سنة 1316 هـ ودُفن فيها. وقد كان والده من رجال الدين، وقلد ولد عام 1235 هـ، وقد توفي والده محمد علي عام 1241 هـ، وهو ابن ست سنوات. فكفله بعد وفاة والده عمه صدر الدين، ودرس عليه علوم اللغة والمقدمات، وبعد ذلك هاجر إلى النجف حيث درس على ابن الشيخ كاشف الغطاء وعلى الشيخ المرتضى.

## ولادته ودراسته
ولد في 29 رمضان 1272 هجرية. وهو عاملي الأصل، كاظمي المولد والسكن.
قرأ علوم العربية والمنطق ومقدمات الفقه في الكاظمية.

## في النجف
هاجر سنة 1288 هـ إلى النجف ودرس فيها علم الكلام على باقر الشكي ومحمد تقي الكلبايكاني. أما في الفقه والأصول فتتلمذ على: محمد حسن الشيرازي، وحبيب الله الرشتي، ومحمد حسين الكاظمي، ومحمد الإيرواني، وعلي بن الخليل الرازي، والمتبحر المهدي الشهير بالقزويني، ومحمد اللاهيجي، وأحمد التبريزي.

## في سامراء
في العام 1297 هجرية، خرج إلى سامراء وحضر درس الميرزا الشيرازي، ثم ترك سامراء عام 1314 هجرية، وعاد إلى الكاظمية فأمره والده بالإقامة فيها.

أقام في الكاظمية وكان مشتغلا بالتأليف والتصنيف.واستمر هناك حتى وفاة ابن عمّه إسماعيل الصدر فتصدّى للمرجعية والتقليد وأصدر رسالته العملية بعنوان «رؤوس المسائل المهمّة».

## مؤلفاته
له العديد من التصنيفات في علوم شتى منها:
| - سبيل الرشاد في شرح نجاة العباد. - تبيين مدارك السداد بين المتن والحواشي لنجاة العباد. - سبيل النجاة في فقه المعاملات. - تحصيل الفروع الدينية في فقه الإمامية. - اللوامع الحسنية في الأصول الفقهية. - سبيل الصالحين. - الدرر الموسوية. - اللباب في شرح رسالة الاستصحاب. - حواشي الرسائل. - حدائق الوصول في بعض مسائل علم الأصول. - قاطعة اللجاج في إبطال طريقة أهل الإعوجاج. كتاب في الرد على الأخبارية. - نهاية الدراية. هو شرحٌ على كتاب الوجيزة للبهائي. - مختلف الرجال. - إحياء النفوس على مسلك السيد ابن طاووس. - البراهين الجلية في زيغ أحمد بن تيمية. - فصل القضاء في الكتاب المشتهر بفقه الرضا. - نزهة أهل الحرمين في تواريخ تعميرات المشهدين. - النجف وكربلاء. - مصابيح الإيمان في حقوق الاخوان. - مجالس المؤمنين في وفيات المعصومين. - الدر النظيم في مسألة التتميم. - تأسيس الشيعة الكرام لعلوم الإسلام. - الشيعة وفنون الإسلام. هو تلخيصٌ لكتابه تأسيس الشيعة الكرام لعلوم الإسلام. - مفتاح السعادة وملاذ العبادة. - وفيات الأعلام من الشيعة الكرام. | - كشف الظنون عن خيانة المأمون. عرض فيه أدلته على القول بأنّ علي بن موسى الرضا - الإمام الثامن عند الشيعة - قد تُوفّي بسبب سُمٍ دسه له المأمون، ويحتوي ردوده على من أنكر ذلك. - نهج السداد في حكم أراضي السواد. - مطاعن علماء الجمهور بعضهم على بعض. - تبيين الإباحة في مشكوك ما لايؤكل لحمه للمصلين. - إبانة الصدور في موقوفة ابن أذينة المأثور. - الغرر في نفي الضرار والضرر. - كشف الالتباس عن قاعدة الناس. - تبيين الرشاد في لبس لباس السواد على الائمة الأمجاد. بالفارسية. - الغالية لأهل الأنظار العالية. في تحريم حلق الحلية، بالفارسية. - تعارض الاستصحاب. - ذكرى المحسنين. - حجية الظن في أفعال الصلاة. - حكم الشكوك غير المنصوصة. - النصوص المأثورة على الحجة صاحب الزمان. - الإبانة عن كتب الخزانة. - انتخاب القريب من رجال التقريب. - نكت الرجال. - إباحة الجمع بين الصلاتين في الحضر والسفر. - الحقائق في حديث خير الخلائق. - بغية الوعاة في مشايخ طرق الإجازات. اجازة لبعض علماء الهند. - طبقات المشايخ والرواة. - هداية النجدين وتفصيل الجندين. - تكملة أمل الآمل. هو تكملة على كتاب أمل الآمل في تراجم علماء جبل عامل لمؤلّفه الحر العاملي. |

## وفاته
توفي حسن الصدر في العام 1354 هجرية.

### الكتب
- الذريعة إلى تصانيف الشيعة. آغا بزرگ الطهراني، طبع بيروت - لبنان، 1403 هـ / 1983 م، منشورات دار الأضواء.

### إشارات مرجعية
1. ↑  كامل سلمان الجبوري (2003). معجم الأدباء من العصر الجاهلي حتى سنة 2002م. بيروت: دار الكتب العلمية. ج. الثاني. ص. 189. ISBN:978-2-7451-3694-7. LCCN:2003489875. OCLC:54614801. OL:21012293M. QID:Q111309344.
2. ↑  أنظر ترجمته لنفسه في كتابه تكملة امل الآمل - باب الحاء المهملة.
3. ↑  ترجمة السيد هادي - كتاب تكملة أمل الآمل - لنجله حسن الصدر - باب الهاء- ترجمة رقم 417
4. ↑  
الطهراني، آغا بزرگ. الذريعة إلى تصانيف الشيعة - ج17. ص. 7. مؤرشف من الأصل في 2020-01-09.
5. ↑  
الطهراني، آغا بزرگ. الذريعة إلى تصانيف الشيعة - ج24. ص. 400. مؤرشف من الأصل في 2020-01-09.
6. ↑  
الطهراني، آغا بزرگ. الذريعة إلى تصانيف الشيعة - ج3. ص. 79.
النسخة الإلكترونية
7. ↑  
الطهراني، آغا بزرگ. الذريعة إلى تصانيف الشيعة - ج3. ص. 298.
النسخة الإلكترونية
8. ↑  
الطهراني، آغا بزرگ. الذريعة إلى تصانيف الشيعة - ج14. ص. 273.
النسخة الإلكترونية
9. ↑  
الطهراني، آغا بزرگ. الذريعة إلى تصانيف الشيعة - ج18. ص. 41.
النسخة الإلكترونية
10. ↑  
الطهراني، آغا بزرگ. الذريعة إلى تصانيف الشيعة - ج4. ص. 411.
النسخة الإلكترونية